# Shishan, Nanhai
Shishan (kinesiska: 狮山) är en köping i sydöstra Kina. Den ligger i stadsdistriktet Nanhai i staden Foshan i  provinsen Guangdong, omkring 26 kilometer väster om provinshuvudstaden Guangzhou.  Stadsdelsdistriktet Luocun blev i mars 2013 en del av Shishan. 